# IC 2665
IC 2665 је спирална галаксија у сазвјежђу Лав која се налази на листи објеката дубоког неба у Индекс каталогу.
Деклинација објекта је + 11° 43' 26" а ректасцензија 11h 15m 40,8s. Привидна величина (магнитуда) објекта IC 2665 износи 15,7 а фотографска магнитуда 16,5.